# Двічі Герої Соціалістичної Праці
Всього двома золотими медалями «Серп і Молот» була нагороджена 221 особа.
Згодом 4 були позбавлені цього звання, з них 3 — працівники сільського господарства Ташаузької області Туркменської РСР.
16 осіб з числа двічі Героїв Соціалістичної Праці згодом стали тричі Героями Соціалістичної Праці.

Двічі Герої Соціалістичної Праці
1. Акматов Таштанбек
2. Алдабергенов Нурмолда
3. Александров Олександр Петрович
4. Алієв Гейдар
5. Амбарцумян Віктор Амазаспович
6. Анаров Алля
7. Ангеліна Парасковія Микитівна
8. Афанасьєв Сергій Олександрович
9. Ахунова Турсуной
10. Багірова Басті Месім кизи
11. Байда Григорій Іванович
12. Баліманов Джабай
13. Басов Микола Геннадійович
14. Баркова Уляна Спиридонівна
15. Бедуля Володимир Леонтійович
16. Бєлобородов Іван Федорович
17. Беляков Ростислав Аполосович
18. Бешуля Спиридон Єрофійович
19. Благонравов Анатолій Аркадійович
20. Блажевський Євген Вікторович
21. Боголюбов Микола Миколайович
22. Бойко Давид Васильович
23. Бочвар Андрій Анатолійович
24. Брага Марк Андронович
25. Бридько Іван Іванович
26. Бринцева Марія Олександрівна
27. Бугаєв Борис Павлович
28. Бункін Борис Васильович
29. Буркацька Галина Євгенівна
30. Буянов Іван Андрійович
31. Вдовенко Петро Федорович
32. Ведута Павло Пилипович
33. Виноградов Олександр Павлович
34. Виноградов Василь Петрович
35. Виноградов Іван Матвійович
36. Виштак Степанида Демидівна
37. Воловиков Петро Митрофанович
38. Воронін Павло Андрійович
39. Ганчев Іван Дмитрович
40. Гасанова Шамама Махмудалі кизи
41. Гвоздков Прокоп Захарович
42. Генералов Федір Степанович
43. Гіталов Олександр Васильович
44. Глушко Валентин Петрович
45. Головацький Микола Микитович
46. Голубєва Валентина Миколаївна
47. Гонтар Дмитро Іванович
48. Горбань Григорій Якович
49. Горін Василь Якович
50. Горшков Яким Васильович
51. Грєхова Євдокія Ісаївна
52. Гришин Віктор Васильович
53. Громико Андрій Андрійович
54. Грушин Петро Дмитрович
55. Дементьєв Петро Васильович
56. Диптан Ольга Климівна
57. Долгих Володимир Іванович
58. Долинюк Євгенія Олексіївна
59. Доллежаль Микола Антонович
60. Дроздецький Єгор Іванович
61. Дубковецький Федір Іванович
62. Ерсариєв Оразгельди
63. Жахаєв Ібрай
64. Желюк Пилип Олексійович
65. Жуков Борис Петрович
66. Завенягін Аврам Павлович
67. Зернов Павло Михайлович
68. Злобін Микола Анатолійович
69. Іванова Лідія Павлівна
70. Ісанін Микола Микитович
71. Ісмаїлов Карім
72. Кайназарова Суракан
73. Какабаєв Ашир (позбавлений другої медалі)
74. Калашников Михайло Тимофійович
75. Капіца Петро Леонідович
76. Кікоїн Ісак Костянтинович
77. Кім Пен Хва
78. Кириленко Андрій Павлович
79. Клепиков Михайло Іванович
80. Климов Володимир Якович
81. Князєва Марія Данилівна
82. Коваленко Олександр Власович
83. Ковальов Сергій Микитович
84. Коврова Парасковія Миколаївна
85. Козлов Дмитро Ілліч
86. Корольов Сергій Павлович
87. Коротков Сергій Ксенофонтович
88. Косигін Олексій Миколайович
89. Котельников Володимир Олександрович
90. Кочарянц Самвел Григорович
91. Куанишбаєв Жазилбек
92. Кузнецов Василь Васильович
93. Кузнецов Віктор Іванович
94. Кузнецов Микола Дмитрович
95. Кузнецов Микола Олексійович
96. Купунія Тамара Андріївна
97. Кухар Іван Іванович
98. Лавочкін Семен Олексійович
99. Ладані Ганна Михайлівна
100. Лієберг Ендель Аугустович
101. Литвиненко Василь Тимофійович
102. Литвинов Віктор Якович
103. Личук Юстин Тодорович
104. Лобитов Михайло Григорович
105. Лук'яненко Павло Пантелеймонович
106. Люльєв Лев Веніамінович
107. Макаров Олександр Максимович
108. Макеєв Віктор Петрович
109. Максимов Федір Павлович
110. Малініна Парасковія Андріївна
111. Мальцев Терентій Семенович
112. Марков Георгій Мокійович
113. Марцин Тетяна Пилипівна
114. Марцун Марія Антонівна
115. Мікоян Артем Іванович
116. Михальов Опанас Прокопович
117. Могильченко Григорій Сергійович
118. Морозов Олександр Олександрович
119. Моторний Дмитро Костянтинович
120. Музруков Борис Глібович
121. Надірадзе Олександр Давидович
122. Надкерничний Юліан Антонович (позбавлений другої медалі Указом ПВР СРСР від 29.05.1961)
123. Насиров Хамракул
124. Наумкін Василь Дмитрович
125. Несмєянов Олександр Миколайович
126. Нілова Аграфена Василівна
127. Новожилов Генріх Васильович
128. Нудельман Олександр Емануїлович
129. Овезов Бояр (позбавлений обох медалей)
130. Панфілов Михайло Панфилович
131. Парубок Омелян Никонович
132. Патолічев Микола Семенович
133. Патон Борис Євгенович
134. Пельше Арвид Янович
135. Петров Федір Миколайович
136. Петухова Ксенія Куприянівна
137. Пілюгін Микола Олексійович
138. Пітра Юрій Юрійович
139. Плютинський Володимир Антонович
140. Підгорний Микола Вікторович
141. Попов Павло Васильович
142. Посмітний Макар Онисимович
143. Прозоров Петро Олексійович
144. Прохоров Олександр Михайлович
145. Пустовойт Василь Степанович
146. Пушкін Геннадій Олександрович
147. Ралько Володимир Антонович
148. Рашидов Шараф Рашидович
149. Резников Вадим Федотович
150. Ремесло Василь Миколайович
151. Рогава Антимоз Михайлович
152. Романенко Прокоп Каленикович
153. Савченко Марія Харитонівна
154. Савченко Яків Федорович
155. Садовников Володимир Геннадійович
156. Саматов Абдугафар
157. Сванідзе Прокоп Миколайович
158. Свищов Георгій Петрович
159. Семенов Микола Миколайович
160. Семулє Марта Альмівна
161. Сергєєв Володимир Григорович
162. Смирнов Василь Олександрович
163. Смирнов Леонід Васильович
164. Смирнова Ганна Іванівна
165. Смирнова Ніна Аполінаріївна
166. Соколов Віктор Тадейович
167. Соломенцев Михайло Сергійович
168. Старовойтов Василь Костянтинович
169. Стрельченко Іван Іванович
170. Строєв Микола Сергійович
171. Суслов Михайло Андрійович
172. Сухаренко Михайло Федорович
173. Сухий Павло Осипович
174. Таширов Хайтахун
175. Терещенко Микола Дмитрович
176. Тихонов Андрій Миколайович
177. Тихонов Микола Олександрович
178. Ткачук Григорій Іванович
179. Тойлієв Іслам (позбавлений другої медалі)
180. Трашутін Іван Якович
181. Уланова Галина Сергіївна
182. Улесов Олексій Олександрович
183. Урун-Ходжаєв Сайд-Ходжа
184. Устинов Дмитро Федорович
185. Уткін Володимир Федорович
186. Філатов Олег Васильович
187. Целіков Олександр Іванович
188. Цицин Микола Васильович
189. Челомей Володимир Миколайович
190. Червяков Олександр Дмитрович
191. Чердинцев Василь Макарович
192. Чих Михайло Павлович
193. Чичеров Володимир Степанович
194. Чуєв Олексій Васильович
195. Шліфер Леонід Йосипович
196. Шокін Олександр Іванович
197. Шолар Марія Дмитрівна
198. Шолохов Михайло Олександрович
199. Штепо Віктор Іванович
200. Щербицький Володимир Васильович
201. Щукін Олександр Миколайович
202. Юр'єв Василь Якович
203. Яковлєв Олександр Сергійович
204. Янгель Михайло Кузьмич
205. Яригін Володимир Михайлович